# مقدمة في التمويل الإسلامي (كتاب)
مقدمة في التمويل الإسلامي هو كتاب كتبه الباحث الباكستاني تقي عثماني حول الخدمات المصرفية والتمويل الإسلامي. ويظل الكتاب أحد أهم المنشورات في مجال التمويل الإسلامي. يركز الكتاب بشكل أساسي على الأعمال المصرفية وليس على إدارة الأموال. ويحث المؤلف البنوك الإسلامية على تطوير ثقافتها الخاصة، لأن منظومة القيم في نهاية المطاف هي التي تهم. ويظهر الكتاب براجماتية عثماني، ووضوح الحلول التي يقدمها والتي يعتقد أنها متوافقة مع الشريعة الإسلامية.

## المحتوى
هذا الكتاب ليس من تأليف أصلي، بل هو تجميع لمقالات وأوراق مؤتمر كما يذكر المؤلف في مقدمته. يبدأ المؤلف عمله بفصل تمهيدي يعرض فيه خصائص الفكر الاقتصادي الإسلامي، والعلاقة بين الإنسان، والإله، والمال، ونقد الاقتصاد الرأسمالي. وقد حرص على تغطية جميع عقود التمويل الإسلامي، لكل منها مقال مخصص لإعداد هذا الكتاب. يشرح كل فصل مخصص لعقد معين النظام القانوني له في الفقه الإسلامي التقليدي، واستخدامه ودوره في قطاع البنوك الإسلامية، والتمويل، والتأمين الإسلامي. كما خصص فصلاً واحداً للصناديق الإسلامية، وآخر لمبدأ المسؤولية المحدودة في الفقه الإسلامي.
كتب محي الدين حجار:
| « | في رأينا، اعتقدنا أنه من الأنسب إضافة فصول مخصصة للبنوك الإسلامية والتأمين الإسلامي من أجل تغطية كامل التخصص في هذا الكتاب. وبالتالي، نلاحظ أن الكتاب يتميز بعدده القانوني الذي يعد في الواقع السمة الأساسية للتمويل الإسلامي. يحتاج الطالب في مجالات التمويل أو الإدارة أو القانون أو الاقتصاد، الراغب في التعرف على التمويل الإسلامي، إلى هذا الجانب من النظرية القانونية لفهم خصوصية هذا القطاع. جميع الجوانب الخاصة بالتمويل الإسلامي في هذه المجالات (القانونية، المحاسبية، المالية) تعتمد على الخصوصيات القانونية للعقود في الفقه الإسلامي التقليدي. لهذا السبب، يبدو لنا أن البعد القانوني السائد في الكتاب هو أحد أهم مميزاته. | » |

## روابط خارجية
- مقدمة في التمويل الإسلامي (كتاب) في كتب جوجل